# Inga Ravna Eira
Inga Ravna Eira, född 30 maj 1948, Karasjok (nordsamiska: Kárášjohka, i Finnmark i Norge, är en norsk samisk författare, översättare, jojkare och lärare. Hon skriver på nordsamiska.

## Karriär
Som lärare skrev Eira sin första barnbok, Sámi girječálliid searvi, 1979. Boken skrev hon som ett samarbete med sina elever. Hennes första publicerade poesi ingick i antologin Savdnjiluvvon nagir (1989), tillsammans med Kaia Nilsen och Ellen Marie Vars. Hennes andra barnbok, Mellet (på norska) från 1992, illustrerades av Iver Jåks. Hennes första diktsamling var Lieđážan från 1997, med illustrationer av Maj-Lis Skaltje. 2009 gav hon ut diktsamlingen Eadni ganjaldii mu fuolppuid. Hon har även arbetat med performanceframträdanden tillsammans med andra artister. Detta resulterade bland annat i berättelsen Gilši - Skilful, utgiven på CD 2012, med temat kvinnors situation i rennäringen. 
Under kulturveckan i Karasjok fick Eira "Årets kulturpris" 2006. Hon är medlem i samiska författarförbundet, Sami girječálliid searvi, som hon också har lett, och hon har särskilt engagerat sig i arbetet för det samiska språket och för samerna i skolan. Hon nominerades till Nordiska rådets litteraturpris från det samiska språkområdet 2019 för sin diktsamling Gáhttára Iđit. Hennes diktsamling Ii dát leat dat eana (Det här är inte jorden , 2018), med illustrationer av Mathis Nango, tar formen av en monolog där modergudinnan Uksáhkká talar till vår tids människor om naturvård. Boken nominerades till Nordiska rådets litteraturpris.